# Atlantoxerus
Atlantoxerus ist eine Gattung der Erdhörnchen (Xerinae), die rezent nur eine Art, das in Nordafrika beheimatete Atlashörnchen (Atlantoxerus getulus) beinhaltet. Fossil ist die Gattung seit dem frühen Miozän in mehreren Arten in Asien, Südeuropa und Nordafrika nachgewiesen.

## Merkmale
Die fossilen Arten der Gattung Atlantoxerus entsprachen in ihrer Körpergröße und -form wahrscheinlich dem rezenten Atlashörnchen. Über Unterschiede in der Weichteilanatomie und der äußeren Merkmale liegen keine Angaben vor.
| 1 | · | 0 | · | 2 | · | 3 | = 22 |
| 1 | · | 0 | · | 1 | · | 3 | = 22 |

Der Schädel der Tiere ist weniger kantig als der anderer paläarktischer Erdhörnchen und besitzt einen deutlich ausgeprägten Scheitelkamm. Die Tiere besitzen im Oberkiefer und im Unterkiefer pro Hälfte einen zu einem Nagezahn ausgebildeten Schneidezahn (Incisivus), dem eine Zahnlücke (Diastema) folgt. Hierauf folgen im Oberkiefer je zwei Prämolare und im Unterkiefer je ein Prämolar sowie drei Molare. Die oberen Schneidezähne besitzen eine undeutliche Grube. Der obere erste Prämolar (P3) ist sehr klein und stiftförmig, er kann manchmal auch fehlen. Die Molaren haben eine leicht konkave Oberfläche mit deutlichen transversalen Leisten. Insgesamt verfügen die Tiere damit über ein Gebiss aus 22 Zähnen. Der knöcherne Gaumen des Schädels ist mit etwa 62 % der Länge des Schädels vergleichsweise lang, endet jedoch deutlich vor dem dritten Molar.

## Fossilgeschichte
Fossil ist die Gattung Atlantoxerus seit dem frühen Miozän im heutigen China sowie im mittleren Miozän auf der Arabischen Halbinsel nachgewiesen. Sie diversifizierte sich und verbreitete sich in der Folgezeit schnell über weite Teile von Ostasien, Südeuropa und Nordafrika. Für das obere Miozän sind mindestens vier Arten bekannt, die in Spanien, Frankreich, Algerien, Marokko und auf Rhodos lebten.
Unter anderen sind folgende Arten bekannt:
- Atlantoxerus androveri aus dem heutigen Spanien
- Atlantoxerus blacki aus dem heutigen Spanien (Aragonien); Atlantoxerus idubedensis wird als Synonym betrachtet.[2]
- Atlashörnchen (Atlantoxerus getulus), rezent in Nordafrika

Das rezent lebende Atlashörnchen ist in Marokko zuerst im frühen bis mittleren Pleistozän nachgewiesen, wobei die Herkunft der Art unbekannt ist und sie sich keiner der vorher ausgestorbenen Arten des Maghreb sicher anschließen lässt. Eine nahe Verwandtschaft mit der ursprünglich in Spanien vorkommenden Art Atlantoxerus androveri wurde nahegelegt, jedoch nicht endgültig geklärt.

## Belege
1. 1 2 3  Stéphane Aulagnier: Genus Atlantoxerus – Barbary Ground Squirrel In: Jonathan Kingdon, David Happold, Michael Hoffmann, Thomas Butynski, Meredith Happold und Jan Kalina (Hrsg.): Mammals of Africa. Band 3: Rodents, Hares and Rabbits. Bloomsbury, London 2013, ISBN 978-1-4081-2253-2, S. 42.
2. ↑  Pablo Pelaez-Campomanes: Revision of the Aragonian (Micene) Atlantoxerus (Sciuridae). In: Journal of Paleontology. Band 75 Nr. 2, 2001, S. 418–426, doi:10.1666/0022-3360(2001)075<0418:ROTAMA>2.0.CO;2.